# ¿Quién eres tú?
¿Quién eres tú? (Doubles Jeux) est une telenovela en langue espagnole produite en 2012 par RTI Producciones et Televisa pour la chaîne Canal de las Estrellas de la télévision à Mexico et la chaîne de télévision américaine UniMás (formellement Telefutura). C'est une nouvelle version de La usurpadora de Televisa.
Julián Gil joue le protagoniste principal, alors que Laura Carmine joue à la fois un rôle de protagoniste et d'antagoniste, en incarnant les sœurs jumelles Natalia et Veronica.
En France, la série est diffusée sur le réseau Outre-mer La 1ère en 2014. Sur France Ô le 14 octobre 2014 et sur IDF1 le 6 avril 2015. la série a repris sur TMC le 17 février 2025

## Historique
La date de début de diffusion du 7 janvier 2013 a été confirmée par UniMás (anciennement appelée Telefutura) le 12 décembre 2012. Du 7 janvier au 18 janvier 2013, UniMás a diffusé Doubles jeux tous les soirs de la semaine à 22h/9c,. Mais elle a été retirée des ondes après seulement 10 épisodes à cause de la faiblesse de l'audience. À partir du 21 janvier 2013, UniMás a diffusé Rosario Tijeras tous les soirs de la semaine à 22h/9c, à la place de ¿Quién Eres Tú?.

## Synopsis
Natalia et Veronica sont sœurs jumelles. Elles ont une enfance heureuse jusqu'au jour où leur beau-père tente d'abuser de Natalia. Voyant cela, leur mère tue son compagnon avant de se suicider. Veronica tient Natalia pour responsable de la mort de leur mère et refuse d'aller dans la même famille d'accueil que sa sœur. Quatorze ans plus tard, Veronica contacte sa sœur en lui demandant de prendre sa place pendant une semaine auprès de son mari, Felipe. Natalia retrouve sa sœur et répète son rôle pendant deux jours. Ensuite, chacune emprunte la vie de l'autre. Natalia rencontre Felipe et se rend compte qu'il y a des tensions entre lui et sa sœur. Elle essaie de les arranger mais elle finit par tomber amoureuse de Felipe...

## Distribution

### Distribution principale
| Acteur                  | Personnage                                     | Connu comme |
| ----------------------- | ---------------------------------------------- | --- |
| Laura Carmine           | Natalia Garrido / Veronica Garrido de Esquivel | sœur jumelle de Veronica, femme de Felipe, bru d'Emilia et Antonio, belle-mère de Lucas et Gabriela, belle-sœur de Lorenzo, meilleure amie de Francisca, héroine principale sœur jumelle de Natalia, ex-épouse de Felipe, belle-sœur/amante et complice de Lorenzo, complice de Camilo Benitez, tuée par Lorenzo accidentellement, principale antagoniste |
| Julián Gil              | Felipe Esquivel                                | mari de Natalia, ex-époux de Veronica, fils d'Emilia et Antonio, père de Lucas et de Gabriela, frère de Lorenzo, meilleur ami d'Iván, héros principal |
| Isabel Cristina Estrada | Francisca Román                                | meilleure amie de Natalia, mère de Monica, amoureuse d'Iván, ex-petite amie de Charlie |
| Lincoln Palomeque       | Lorenzo Esquivel                               | frère de Felipe, fils d'Emilia et Antonio, oncle de Lucas et de Gabriela, beau-frère de Natalia, beau-frère/amant et complice de Veronica, complice de Camilo Benitez, principal antagoniste, finit en prison |
| José Narváez            | Iván Cuellar                                   | meilleur ami de Felipe, amoureux de Francisca, ex-époux de Barbara, directeur des ressources humaines chez Punta Blanca Resort |
| Agmeth Escaf            | David Santamaría                               | inspecteur de la police de Mexico, il aide Natalia à prouver son innocence |
| José Julián Gaviria     | Lucas Esquivel                                 | fils de Felipe et de Lucia, frère de Gabriela, petit-fils d'Emilia et Antonio, neveu de Lorenzo, beau-fils de Natalia, amoureux de Monica, ami de Federico |
| Viviana Serna           | Gabriela Esquivel                              | fille de Felipe et de Lucia, sœur de Lucas, petite-fille d'Emilia et Antonio, nièce de Lorenzo, belle-fille de Natalia, amoureuse de Diego, meilleure amie de Monica, amie de Laura |
| Jéssica Sanjuán         | Mónica Román                                   | fille de Francisca, amoureuse de Lucas, meilleure amie de Gabriela |
| Marisol del Olmo        | Lucía Sabina                                   | mère de Lucas et Gabriela, ex-épouse de Felipe, épouse de Camilo Benitez |
| Alfredo Ahnert          | Camilo Benìtez                                 | époux de Lucia, complice de Lorenzo et de Veronica, principal antagoniste |
| Jorge Cao               | Antonio Esquivel                               | époux d'Emilia, père de Felipe et de Lorenzo, grand-père de Lucas et de Gabriela, beau-père de Natalia, amant de Julieta, mort d'une crise cardiaque |
| Paula Barreto           | Julieta Seles                                  | cadre chez Punta Blanca Resort, ex-maîtresse de Felipe et d'Antonio |
| Pedro Rendón            | Carlos "Charlie" Sánchez                       | ex-petit ami de Francisca, trafiquant de drogue, meurtrier de Federico, antagoniste, finit en prison |
| Marta Liliana Ruiz      | Emilia Esquivel                                | épouse d'Antonio, mère de Felipe et de Lorenzo, grand-mère de Lucas et de Gabriela, belle-mère de Natalia |
| Juan David Agudelo      | Federico Vargas                                | ami de Lucas, cousin de Diego, tué par Charlie |
| Matilde Lemaitre        | Laura Beltrán                                  | amie de Gabriela, morte d'une overdose de drogue |
| Valentina Lizcano       | Florencia Monard                               | amie de Natalia, maîtresse de Veronica, fille de Manuel, tuée par Veronica |
| Luis Enrique Roldán     | Manuel Monard                                  | père de Florencia, responsable de la sécurité à l'hôtel Punta Blanca |

### Distribution complémentaire
| Acteur                  | Personnage     | Connu comme |
| ----------------------- | -------------- | --- |
| Rodolfo Valdés          | Saúl           | ex petit-ami de Natalia, tué par les hommes de Camilo Benitez                                                                             |
| Rubén Arciniegas        | Leonardo       | ami de Natalia, tué par les hommes de Camilo Benitez                                                                                      |
| Álex Gil                |                | |
| Natalia Beyoda          |                | mère de Natalia et Verónica, elle s'est suicidée quand elles étaient adolescentes après avoir tué son amant                               |
| Margarita Reyes         | Sonia          | collègue de Natalia, tuée par les hommes de Camilo Benitez                                                                                |
| María Cristina Galindo  | Cecilia        | employée de maison chez Felipe Esquivel puis chez Julieta Seles, elle aidera Emilia Esquivel à découvrir la vérité sur le fils de Julieta |
| Juan Manuel Diaz        | Officier Sucre | policier sur l'île, il aidera Santamaria à faire arrêter Camilo Benitez                                                                   |
| Tatiana Riniera         | Barbara        | premier amour et ex-femme d'Iván |
| Adriana López           | Rozana         | secrétaire de Felipe à l'hôtel Punta Blanca, amie de Julieta                                                                              |
| Christian Gómez         |                | |
| Karen Cao               |                | |
| William Figueroa        |                | |
| Gloria Barrios          |                | |
| Àngela María León       |                | |
| Isauro Delgado          |                | |
| Edgar De León           |                | |
| Mauricio Goyeneche      |                | |
| Conrado Osorio          | Elias          | responsable d'un centre de désintoxication                                                                                                |
| Hugo Darío Castro       |                | |
| Gilberto Antía          |                | |
| María Eugenia Giraldo   |                | |
| Francisco Bolívar       | Uribe          | homme de main de Camilo Benitez |
| Manuel Antonio Gómez    | Romero         | homme de main de Camilo Benitez |
| Catherine French        |                | |
| Juan Sebastián Quintero |                | |
| Diana Parra             |                | collègue de Frankie, femme de chambre à l'hôtel Punta Blanca                                                                              |
| Daniel Ávila            |                | |

## Diffusion international
| Pays                   | Autre titre/Traduction | Chaînes TV       | première diffusion | dernière diffusion | programmation     | Horaire      |
| ---------------------- | ---------------------- | ---------------- | ------------------ | ------------------ | ----------------- | ------------ |
| République dominicaine | ¿Quién eres tú?        | Telemicro        | 12 novembre 2012   | 6 mai 2013         | Lundi au vendredi | 21:00(9:00)  |
| Uruguay                | ¿Quién eres tú?        | Canal 10 Uruguay | 1er janvier 2013   | 19 avril 2013      | Mardi au vendredi | 22:00        |
| États-Unis             | ¿Quién eres tú?        | UniMás           | 7 janvier 7, 2013  | 18 janvier 2013    | Lundi au vendredi | 22:00(10:00) |
| Équateur               | ¿Quién eres tú?        | Gama TV          | 13 mai 2013        | 18 octobre 2013    | Lundi au vendredi | 16:00        |
| Vénézuela              | ¿Quién eres tú?        | Venevision       | 15 juillet 2013    | 20 décembre 2013   | Lundi au samedi   | 23:00        |
| Panama                 | ¿Quién eres tú?        | Telemetro        | 18 novembre 2013   | 22 avril 2014      | Lundi au vendredi | 15:30        |
| Paraguay               | ¿Quién eres tú?        | La Tele          | 16 décembre 2013   | Présent            | Lundi au vendredi | 23:00        |
| Mexico                 | ¿Quién eres tú?        | Gala TV          | 3 mars 2014        | Présent            | Lundi au vendredi | 15:00        |
| France                 | Doubles jeux           | France Ô         | 13 octobre 2014    | Présent            | Lundi au vendredi | 09:35        |
| France                 | Doubles jeux           | TMC              | 17 février 2025    | 14 Mars 2025       | Lundi au vendredi | 09 : 30      |